# داگدا، لتونی
داگدا، لتونی (به لاتین: Dagda, Latvia)  در لتونی با جمعیت ۲٬۴۸۴ نفر است که در لتونی واقع شده‌است.